# 涡喷-5发动机
涡喷-5发动机（WP-5）是中国生产的第一种涡轮喷气发动机，仿自苏联克里莫夫VK-1发动机。

## 发展历史
涡喷-5发动机于1954年4月在沈阳黎明发动机制造厂开始仿制，1956年6月通过试车鉴定。
涡喷-5发动机大量采用了高强度材料和耐高温合金，对于当时工业基础薄弱的中国航空工业来说难度极高，其仿制成功使中国成为当时世界上少数的几个能制造喷气式航空发动机的国家之一。
1963年涡喷-5发动机开始转到西安航空发动机公司生产。1985年涡喷-5发动机停产。在这期间沈阳黎明发动机制造厂和西安航空发动机公司共生产涡喷-5发动机9658台。